# Жовтогуз
Жовтогуз (Euproctis similis) — вид лускокрилих комах родини еребід (Erebidae).

## Поширення
Вид поширений в Європі та Азії на схід до Сибіру і на південь до Індії та Шрі-Ланки. Трапляється у розріджених листяних лісах, садах і парках.

## Опис
Розмах крил приблизно 28-35 мм. Задня частина черевця метелика, майже до кисті, біла, а кисть на кінці черевця самиці складається з золотисто-червоних волосків. Крила білі. На передньому крилі самця біля заднього кута є три сірі плями.
Гусениця чорна, повністю вкрита сірими волосками. Подвоєна і відносно широка помаранчева лінія проходить посередині спини. Подібна, але більш тонка лінія проходить уздовж боків. Пучки коротких білих волосків, які тягнуться лінією на стику спини та боків, також помітні. На 4-му і 11-му членику на спині є чорний виступ. Гусениці можуть виростати приблизно до 35 мм.

## Спосіб життя
Літають метелики з червня по серпень. Запліднені самиці відкладають кладки яєць на тильну сторону листя харчових рослиню. Гусениці живляться листям берези, дуба, глоду, яблуні, горобини, каштана, вільхи, терну, верби, вишні.

## Галерея

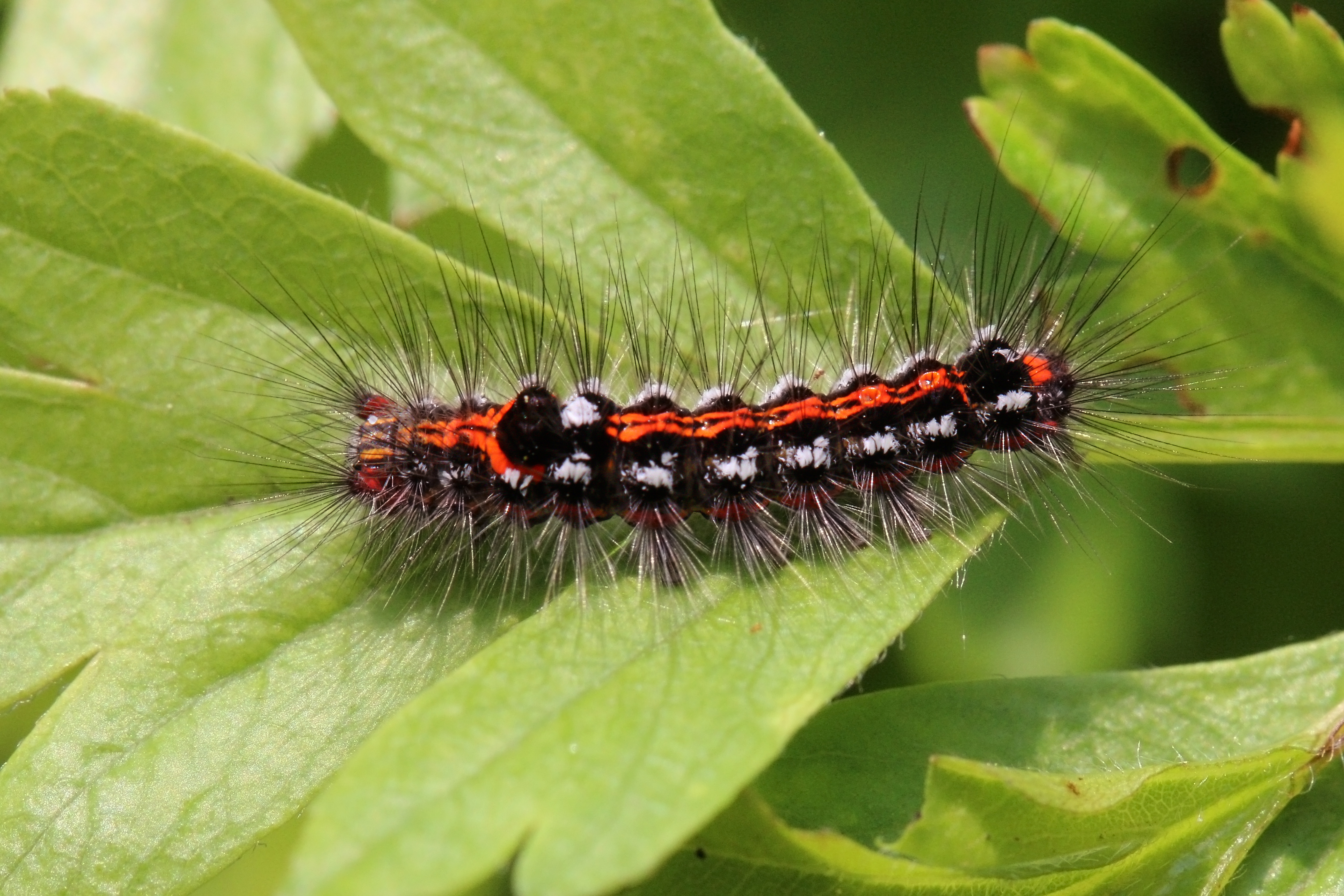
Гусениця
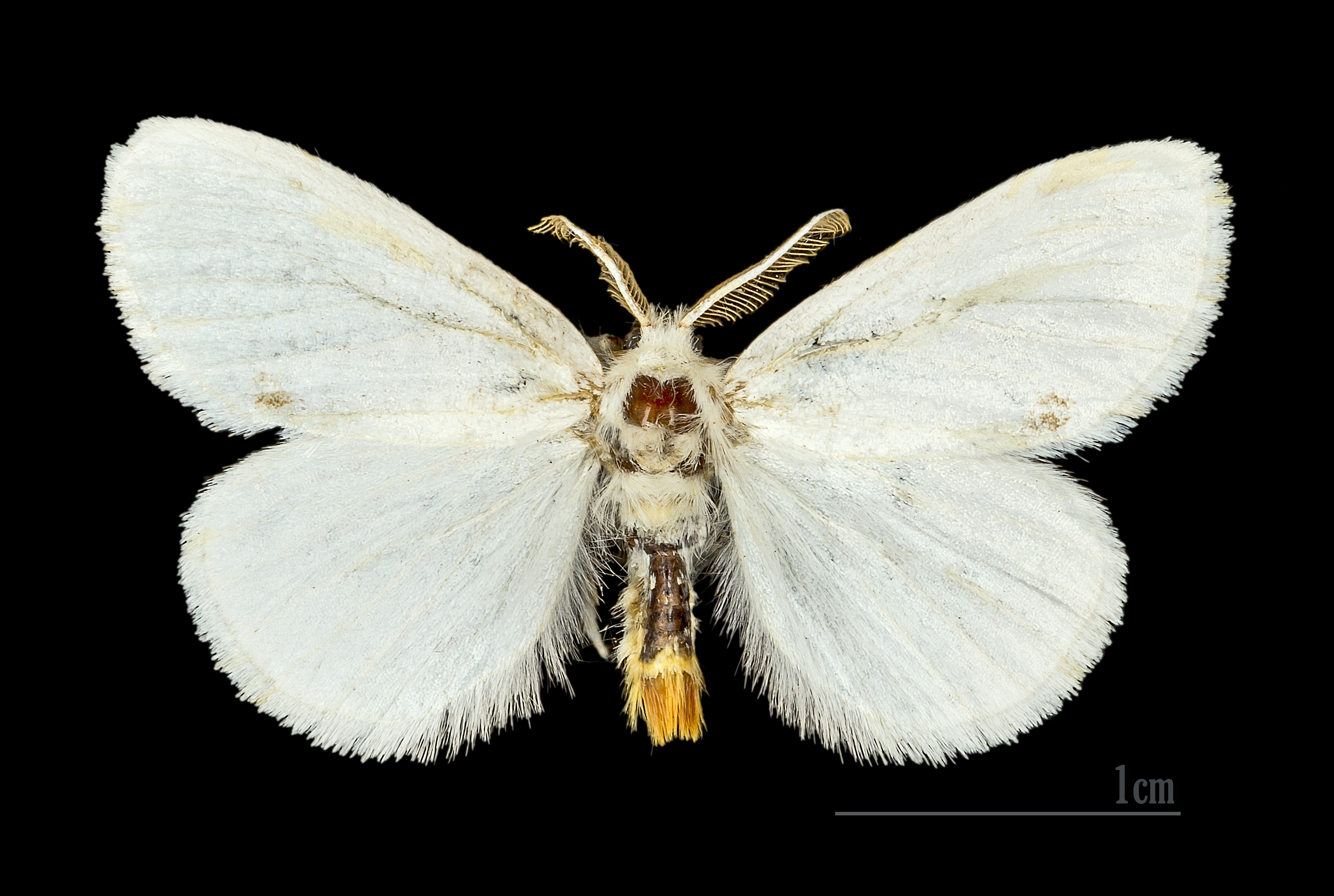
Самець
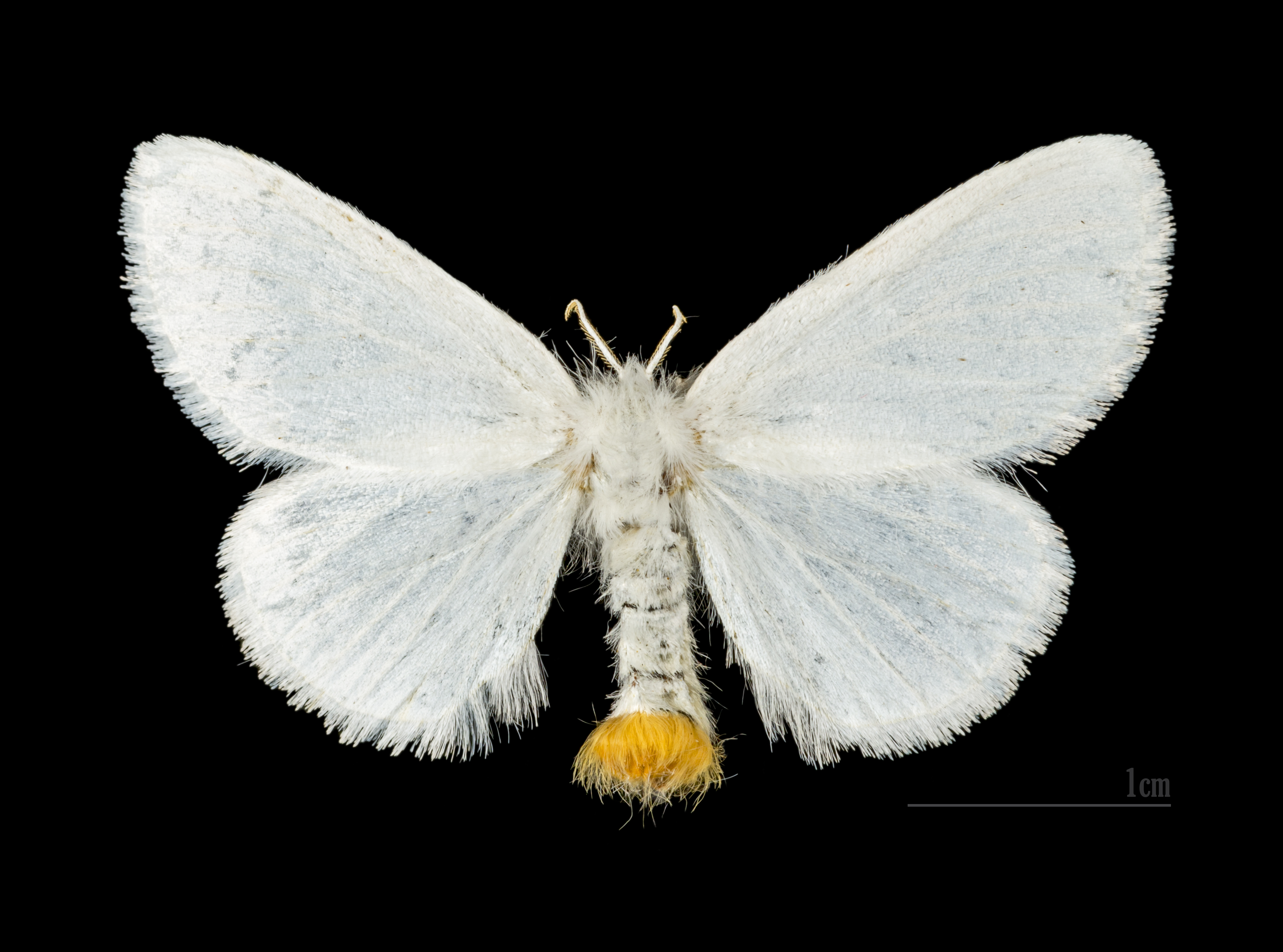
Самиця
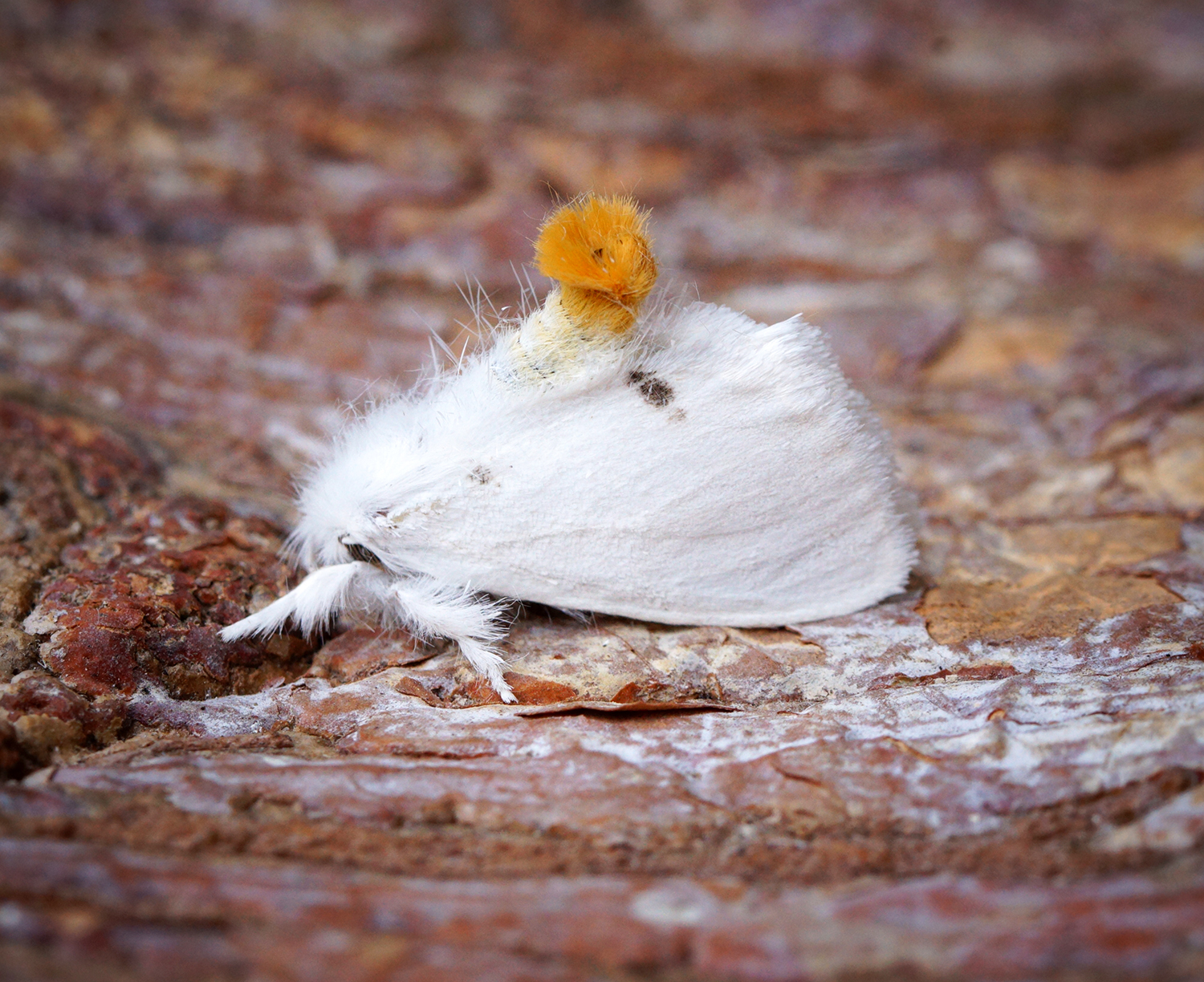
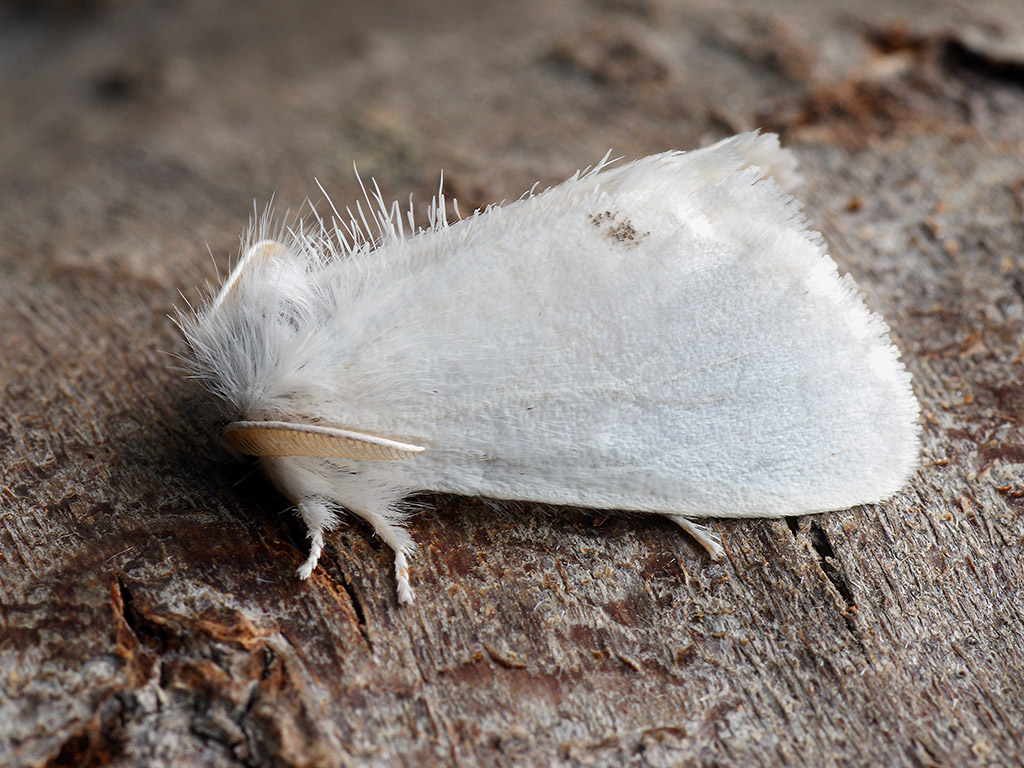
Самець